# Petial
Petial (en rus: Петъял) és un poble de la República de Marí El, a Rússia, que en el cens del 2010 tenia 829 habitants. Pertany al districte rural de Voljsk.